# Łukaszewo (województwo wielkopolskie)
Łukaszewo – wieś w Polsce położona w województwie wielkopolskim, w powiecie jarocińskim, w gminie Jaraczewo.
W latach 1975–1998 miejscowość należała administracyjnie do województwa kaliskiego.
Zobacz też: Łukaszewo, Łukaszew